# الأشباح في التراث الشعبي المكسيكي
ان الشعب المكسيكي شعب عريق يحتفظ بعاداتهم و يفتخر بها علما ان لهم اغرب معتقدات

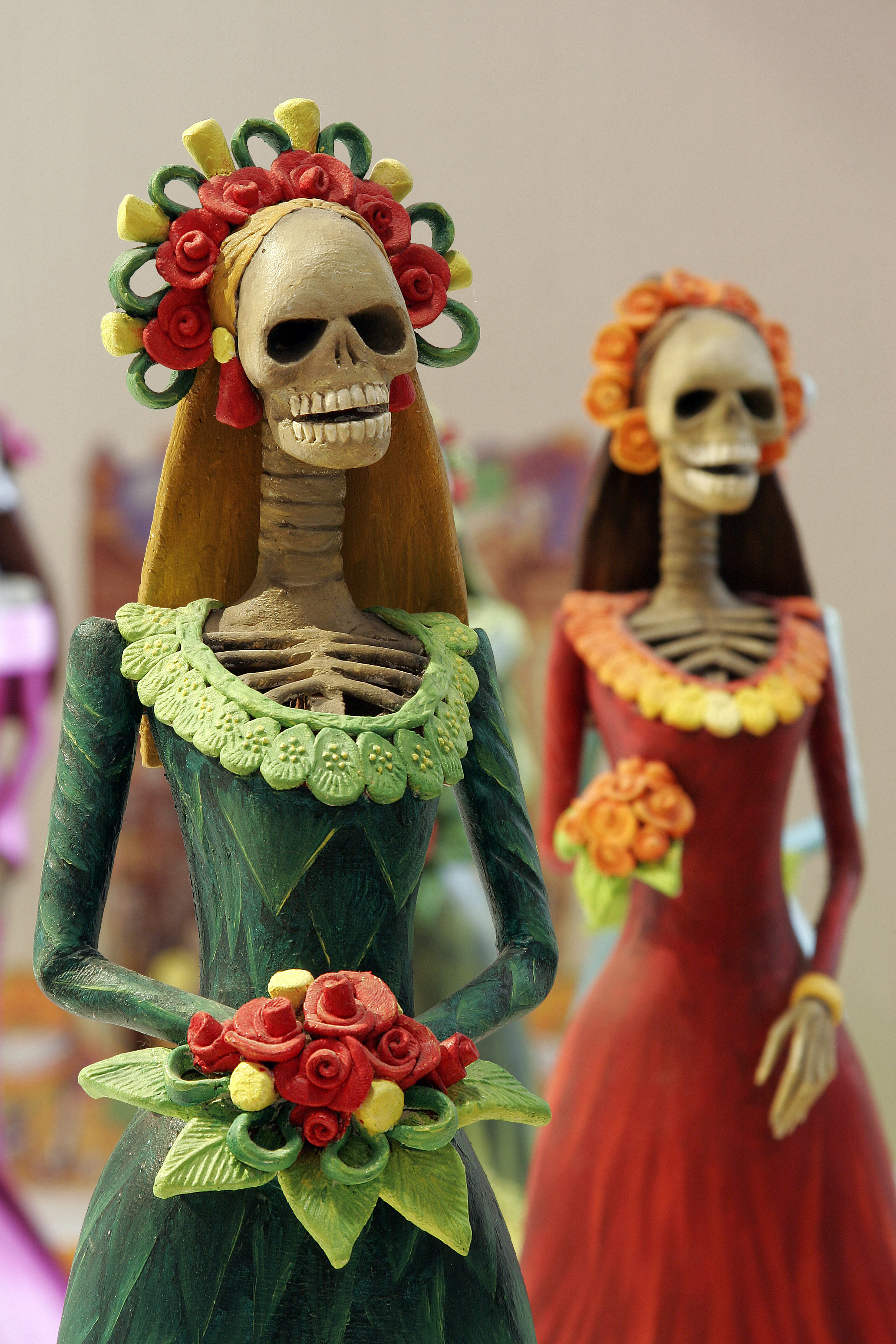
كاترينا إحدى أكثر الشخصيات شعبية في احتفالات يوم الموتى في المكسيك.

ثمة إيمان واسع ومنوّع بـالأشباح في الثقافة المكسيكية. يقطن دولة المكسيك الحديثة شعوب تعود أصولها إلى شعب المايا والأزتك. بقيت معتقداتهم في عالم الخوارق وتطوّرت جنباً إلى جنب مع معتقدات الإسبان الكاثوليكية. يجمع يوم الموتى معتقدات العصر ما قبل الكولومبي مع عناصر مسيحية. يشمل الأدب والأفلام المكسيكية على العديد من قصص الأشباح التي تتفاعل مع الأحياء.

## معتقدات الأزتك

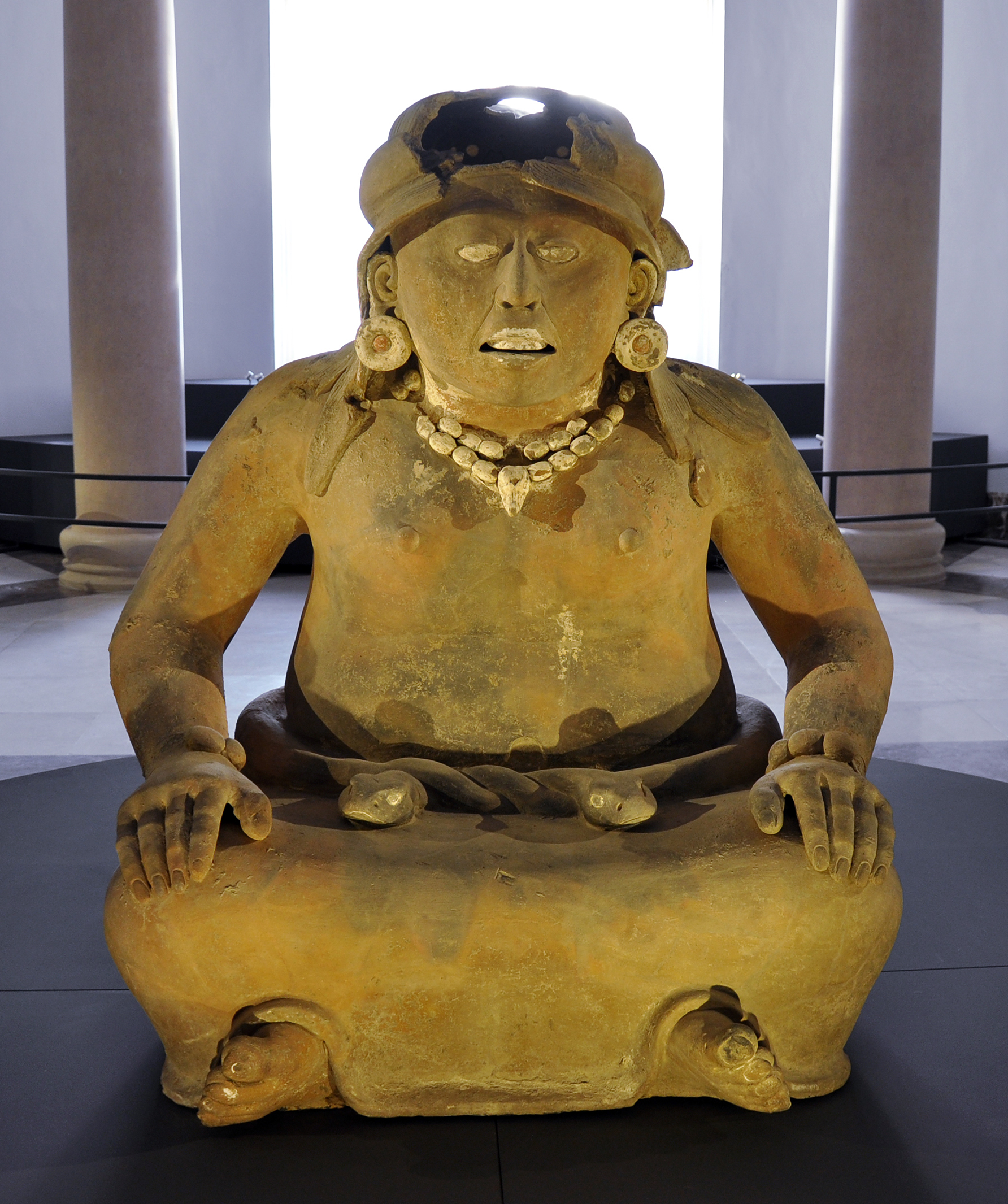
تمثال تيراكوتا لشيهوتيوتل، آلهة نساء الأزتيك اللاتي توفيت أثناء الولادة

بعد الموت، تذهب روح الآزتك إلى إحدى ثلاثة أماكن: تلالوكان أو ميكتلان أو الشمس. كانت معتقدات الآزتيك تقول أن أرواح المحاربين الذين يقتلون في المعارك والنساء اللاتي يمتن أثناء الإنجاب تتحول إلى طائر الطنان وهي الطيور التي تتبع الشمس في رحلتها عبر السماء. أما الذين يموتون غرقاً فتذهب أرواحهم إلى تلالوكان أول مستوى من العوالم العليا. أما أرواح الذين يموتون لأسباب ليست بالمجيدة فتذهب إلى ميكتلان، أدنى مستوى من العالم السفلي، وتستغرق أربع سنوات عبر العديد من العوائق والعقبات لتصل إلى ذلك المكان.
لم تكن أرواح النساء اللاتي يمتن أثناء الإنجاب كيهوتيتيو خيّرة. ففي خمسة أيام في تقويم الأزتيك، تنزل الأرواح إلى الأرض تسلك طرقاً مسكونة، إذ تأمل هذه الأرواح سرقة الأطفال الذين لم يتمكّنّ من الحصول عليهم.
كانتاريس ميكسيكانوس هي مجموعة هامة من الشعر الغنائي كتبت من ناواتل إلى الأحرف الرومانية حوالي عام 1550 للميلاد، بعد سقوط تينوتشتيتلان بثلاثين عاماً. في طبعة عام 1985 لهذه القصائد، فسّر جون بيرهورست القصائد على أنها «أغاني شبح» كانت تهدف إلى استدعاء أرواح محاربي الأزتيك إلى الأرض لمساعدة أحفادهم أثناء الحكم الإسباني. لو كانت الأغاني ناجحة، فإن الأرواح تنحدر من السماء مسلّحةً بالكامل وعلى استعداد للقتال، مقابل تضحية بشرية.
غير أن هذا التفسير مثير للجدل.

## يوم الموتى

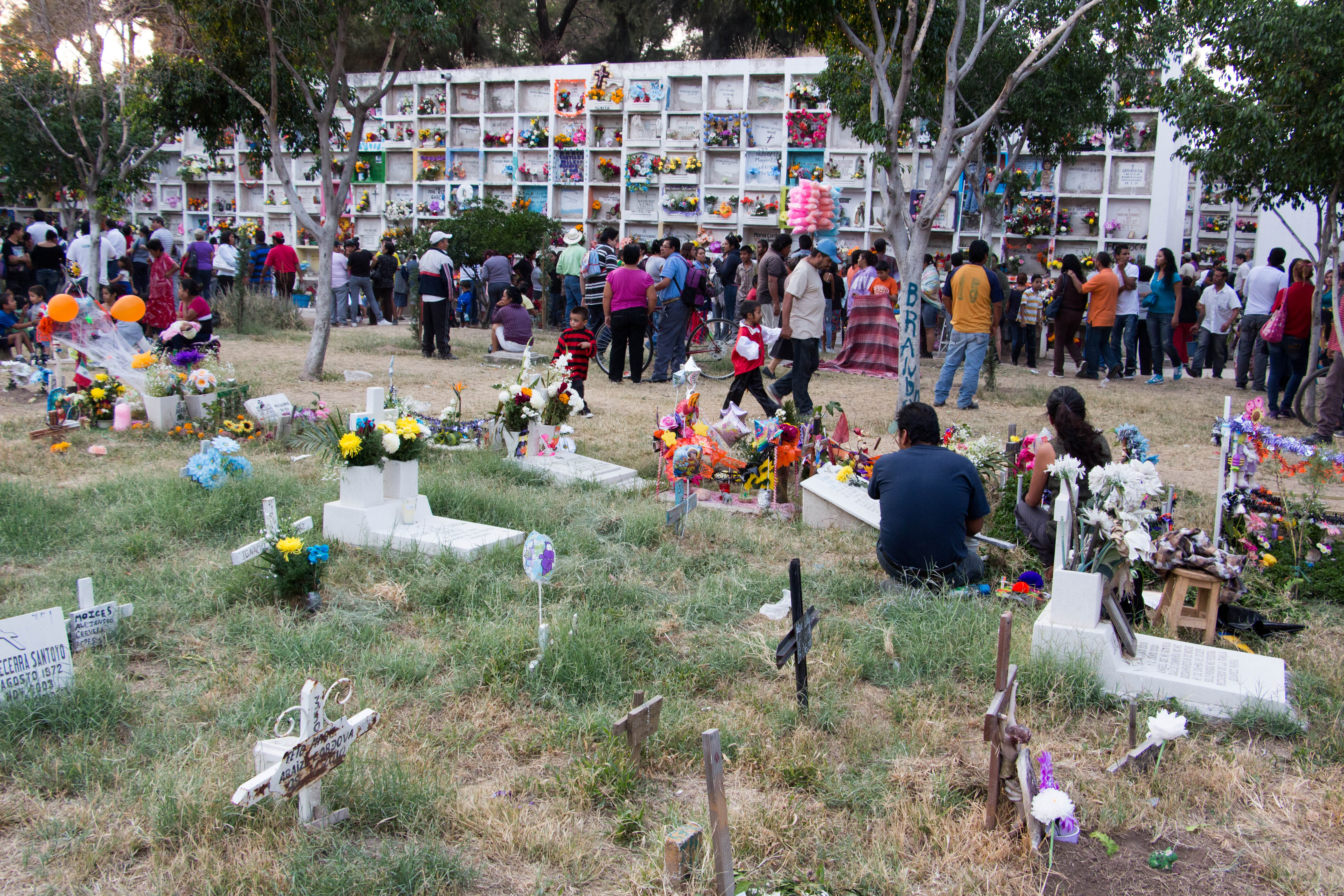
احتفالات يوم الموتى في مقبرة مكسيكية.

يوم الموتى (بالإسبانية: El Día de los Muertos)‏ هو عيد يحتفل به في المكسيك ويحتفل به أيضاً الأمريكيون اللاتينيون الذين يعيشون في الولايات المتحدة وكندا. تركز هذه المناسبة على اجتماع العائلة والأصدقاء للصلاة وتذكّر أفراد العائلة والأصدقاء الراحلين. يحتفى بهذه المناسبة في الثاني من تشرين الثاني (نوفمبر) وهذا يتوافق مع عطل الكنيسة الرومانية الكاثوليكية وهي جميع القديسين في الأول من تشرين الثاني ويوم كل الأرواح في الثاني من نوفمبر.
تشمل التقاليد المرتبطة بهذه المناسبة بناء مذابح خاصة لتكريم المتوفى باستخدام جماجم السكر والقطيفة والأطعمة والمشروبات التي كان المتوفى يفضّلها، وزيارة القبور مع هذه الهدايا. نظراً لأن هذه المناسبة تكون بعد الهالووين بفترة قصيرة، يعتقد أحياناً بأن يوم الموتى مماثل للهالووين، لكن ثمة قواسم مشتركة قليلة بين المناسبتين.
يمكن تتبع أصل احتفالات يوم الموتى في المكسيك إلى الثقافات الأصلية. كانت الطقوس التي تحتفي بتبجيل الأموات تتم في هذه الحضارات قبل ما يزيد عن 2500-3000 عام.
حسب التقويم الأزتيكي، فإن المهرجان الذي تحوّل ليوم الموتى يقع في الشهر التاسع، وهو ما يوافق بداية آب (أغسطس)، وكان يحتفل به لمدة شهر كامل. كانت الاحتفالات مكرّسة للإلهة المعروفة باسم "سيدة الموت، والتي تقابل كاترينا في الثقافة الحديثة.

## أساطير أشباح حديثة

### لا لورونا

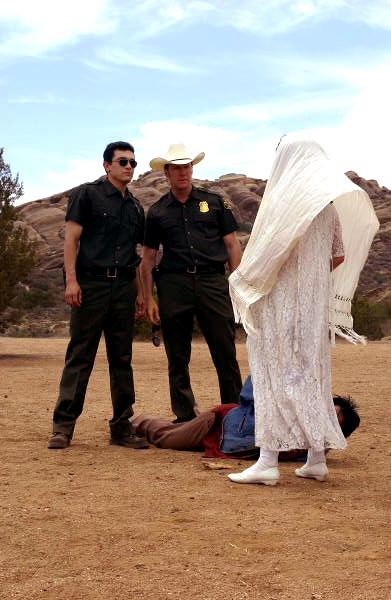
أدريانا لامار بدور "لا مالينتشي" في الفيلم المكسيكي "لا لورونا" إنتج 1933

لا لورونا هي امرأة إسبانية بكّاءة، وأسطورة شعبية في الثقافات الناطقة بالإسبانية في مستعمرات الأمريكتين، ظهرت بإصدارات عديدة. القصة الأساسية هي أن لا لورونا كانت امرأة جميلة قتلت أطفالها لتبقى مع الرجل الذي أحبته فكانت النتيجة أن رفضها. قد يكون هو والد الأطفال الذي ترك أمهم ليكون مع امرأة أخرى، أو قد يكون رجلاً أحبّته لكنه لم يكن مهتماً بإقامة علاقة مع امرأة لها أطفال، فاعتقدت أنها قد تفوز به لو تخلصت من الأطفال.
أغرقت لا لورونا الأطفال، ثم بعد أن رفضها الرجل قتلت نفسها.أصبحت شبحاً يتجول باستمرار للبحث عن الأطفال للأبد. نحيبها المستمرهو سبب تسميتها بالمرأة الباكية. في بعض الحالات وحسب الرواية ستخطف المرأة الأطفال المتجولين أو الأطفال الذين يسيئون التصرف.

### لا بلانشادا
«لا بلانتشادا» هي سيدة مقيّدة بالأصفاد. وعلى عكس ما قد يفترضه الناس بسبب عنوان الأسطورة، لا بلانشادا ليست امرأة مسحوقة، بل تشبه قصتها نوعاً ما قصة لا لورونا. تقول الأسطورة أنها كانت ممرضة انجذبت إلى أحد الأطباء لكنه رفضها، أو أنها كانت ممرضة كانت تقتل مرضاها. ثمة اختلافات عديدة حول كيفية نشوء الأسطورة، لكن الموضوع الثابت هو أن شبحها يظهر في العديد من المستشفيات، في المناطق الحضرية خاصة مدينة مكسيكو.
ادعت العديد من المستشفيات كمستشفى خواريز أنها تظهر في زي التمريض العائد للفترة بين عقدي الثلاثينيات والستينيات، مكوياً بصورة جيدة (ومن هنا جاء الاسم)، وتساعد على شفاء المرضى في أقسام الطوارئ. كما أن هناك العديد من الادعاءات عن كيفية تحوّلها إلى شبح، ويدّعي شهود عيان أنها تظهر. يقول أخرون أنها تطفو، في حين يقول آخرون أنها تمشي بصورة عادية، لكن لا يمكن سماع خطواتها أبداً. ويحدث ذلك ليلاً وفي صباح اليوم التالي يشعر المرضى أنهم أحسن حالاً فينتقلون إلى غرف أخرى للاستشفاء. عند سؤالهم لماذا يشعرون أنهم أفضل يقولون أن «ممرضة جاءات وشفتهم»، لكن لم تكن الغرف تحت الحراسة ولم تحضر ممرضات في وقت وقع الحدث.

## في الفنون
"امرأة هوليرينغ كريك وقصص أخرى" هو كتاب يتضمن قصصاً قصيرة نشرته عام 1991 الكاتبة الأمريكية المقيمة في المكسيك"ساندرا سيسنيروس. قصة العنوان هي نسخة حديثة من أسطورة لا لورونا.
«حتى الرياح خائفة» (أو حتى الرياح لديها خوف) هو فيلم رعب مكسيكي أنتج عام 1968، كتبه وأخرجه كارلوس إنريك تابوادا. يتناول الفيلم قصة شبح كان يسعى للانتقام في مدرسة للبنات. أعيد إصداره لموسم الهالويين عام 2007 بطولة مارثا هيغاريدا.
الكيلومتر 31هو فيلم رعب مكسيكي من أفلام 2007 ، كتبه وأخرجه ريغوبيرتو كاستانيدا. الفيلم مستوحى من أسطورة المرأة الباكية (لا يورونا) وأساطير أخرى حول أشباح الطريق السريع.